# Eredivisie (2008/2009)
Sezon 2008–09 był pięćdziesiątym trzecim sezonem Eredivisie od czasu ich ustanowienia w 1955 roku. PSV Eindhoven był obrońcą tytułu mistrzowskiego. Sezon rozpoczął się 29 sierpnia 2008, a jego pierwszy mecz odbył się pomiędzy Vitesse oraz Groningen. Sezon zakończył się 10 maja 2009. W rozgrywkach wzięło udział 18 drużyn, w tym 16, które grało w poprzednim sezonie oraz dwie grające poprzednio w Eerste Divisie. Pierwszy z nich to mistrz Eerste Divisie, drużyna Volendam, a druga drużyna to zwycięzca baraży w poprzednim sezonie ADO Den Haag. Ostatecznie zwycięzcą zawodów została drużyna AZ Alkmaar, która zdobyła tytuł mistrzowski po raz drugi (poprzednio w 1981 roku).

## Charakterystyka drużyn
| Klub             | Lokalizacja | Trener               | Poprzedni trenerzy w obecnym sezonie | Producent odzieży         | Sponsor              |
| ---------------- | ----------- | -------------------- | ------------------------------------ | ------------------------- | -------------------- |
| ADO Den Haag     | Haga        | Raymond Atteveld     | André Wetzel                         | Hummel                    | Fit For Free         |
| Ajax             | Amsterdam   | John van ’t Schip    | Marco van Basten                     | Adidas                    | Aegon                |
| AZ Alkmaar       | Alkmaar     | Louis van Gaal       |                                      | Canterbury of New Zealand | DSB Bank             |
| Feyenoord        | Rotterdam   | Leon Vlemmings       | Gertjan Verbeek                      | Kappa                     | Fortis               |
| De Graafschap    | Doetinchem  | Darije Kalezić       | Henk van Stee                        | kwd                       | Centric              |
| Groningen        | Groningen   | Ron Jans             |                                      | Klupp                     | Noord Lease          |
| Heerenveen       | Heerenveen  | Trond Sollied        |                                      | Jako AG                   | Univé                |
| Heracles         | Almelo      | Gert Heerkes         |                                      | Jako AG                   | Koninklijke Ten Cate |
| NAC Breda        | Breda       | Robert Maaskant      |                                      | Klupp                     | Sunweb               |
| NEC              | Nijmegen    | Mario Been           |                                      | Nike                      | Curaçao              |
| PSV Eindhoven    | Eindhoven   | Dwight Lodeweges     | Huub Stevens                         | Nike                      | Philips              |
| Roda JC          | Kerkrade    | / Harm van Veldhoven | Martin Koopman, Raymond Atteveld     | Diadora                   | Aevitae              |
| Sparta Rotterdam | Rotterdam   | Foeke Booy           |                                      | Patrick                   | Graydon              |
| Twente           | Enschede    | Steve McClaren       |                                      | Diadora                   | Arke                 |
| Utrecht          | Utrecht     | Ton du Chatinier     | Willem van Hanegem                   | Puma                      | Phanos               |
| Vitesse          | Arnhem      | Theo Bos             | Hans Westerhof                       | Legea                     | AFAB                 |
| Volendam         | Volendam    | Frans Adelaar        |                                      | Jako AG                   | Café Bar             |
| Willem II        | Tilburg     | Alfons Groenendijk   | Andries Jonker                       | Masita                    | Destil               |

## Tabela
| Lp. | Drużyna          | M  | Z  | R  | P  | Bramki | Bramki | Różn. | Pkt | Uwagi                                         |
| --- | ---------------- | -- | -- | -- | -- | ------ | ------ | ----- | --- | --------------------------------------------- |
| 1   | AZ Alkmaar (M)   | 34 | 25 | 5  | 4  | 66     | 22     | +44   | 80  | Liga Mistrzów UEFA • Faza grupowa             |
| 2   | Twente           | 34 | 20 | 9  | 5  | 62     | 31     | +31   | 69  | Liga Mistrzów UEFA • III runda kwalifikacyjna |
| 3   | Ajax             | 34 | 21 | 5  | 8  | 74     | 41     | +33   | 68  | Liga Europy UEFA • Runda play-off             |
| 4   | PSV Eindhoven    | 34 | 19 | 8  | 7  | 71     | 33     | +38   | 65  | Liga Europy UEFA • III runda kwalifikacyjna   |
| 5   | Heerenveen       | 34 | 17 | 9  | 8  | 66     | 57     | +9    | 60  | Liga Europy UEFA • Runda play-off1            |
| 6   | Groningen        | 34 | 17 | 5  | 12 | 53     | 36     | +17   | 56  | Baraże o udział w rozgrywkach UEFA            |
| 7   | Feyenoord        | 34 | 12 | 9  | 13 | 54     | 46     | +8    | 45  | Baraże o udział w rozgrywkach UEFA            |
| 8   | NAC Breda        | 34 | 13 | 6  | 15 | 44     | 54     | −10   | 45  | Baraże o udział w rozgrywkach UEFA            |
| 9   | Utrecht          | 34 | 11 | 11 | 12 | 41     | 44     | −3    | 44  | Baraże o udział w rozgrywkach UEFA            |
| 10  | Vitesse          | 34 | 11 | 10 | 13 | 41     | 48     | −7    | 43  |                                               |
| 11  | NEC              | 34 | 9  | 15 | 10 | 41     | 40     | +1    | 42  |                                               |
| 12  | Willem II        | 34 | 10 | 7  | 17 | 35     | 58     | −23   | 37  |                                               |
| 13  | Sparta Rotterdam | 34 | 9  | 8  | 17 | 46     | 66     | −20   | 35  |                                               |
| 14  | ADO Den Haag     | 34 | 8  | 8  | 18 | 41     | 58     | −17   | 32  |                                               |
| 15  | Heracles         | 34 | 7  | 11 | 16 | 35     | 53     | −18   | 32  |                                               |
| 16  | Roda JC          | 34 | 7  | 9  | 18 | 38     | 58     | −20   | 30  | Baraże o Eredivisie                           |
| 17  | De Graafschap    | 34 | 7  | 9  | 18 | 24     | 58     | −34   | 30  | Baraże o Eredivisie                           |
| 18  | Volendam (S)     | 34 | 7  | 8  | 19 | 38     | 67     | −29   | 29  | Spadek do Eerste divisie                      |

## Wyniki
| Gospodarz \ Gość | ADO | AJX | AZ  | FEY | GRA | GRO | HEE | HER | NAC | NEC | PSV | RJC | SPR | TWE | UTR | VIT | VOL | WIL |
| ADO Den Haag     |     | 1:1 | 3:0 | 2:3 | 1:0 | 0:1 | 0:1 | 2:2 | 1:1 | 3:0 | 0:2 | 1:1 | 1:2 | 1:2 | 0:0 | 3:1 | 2:0 | 0:1 |
| Ajax             | 3:0 |     | 1:1 | 2:0 | 3:0 | 1:0 | 0:1 | 2:2 | 3:0 | 2:0 | 4:1 | 1:0 | 5:2 | 1:0 | 1:1 | 3:0 | 2:1 | 7:0 |
| AZ Alkmaar       | 4:1 | 2:0 |     | 0:0 | 2:0 | 3:0 | 3:1 | 2:0 | 1:2 | 1:0 | 1:0 | 1:0 | 6:0 | 3:0 | 2:0 | 1:2 | 3:0 | 3:1 |
| Feyenoord        | 3:1 | 2:2 | 0:1 |     | 1:3 | 0:0 | 2:2 | 5:1 | 3:1 | 0:2 | 1:0 | 2:3 | 1:0 | 1:0 | 5:2 | 2:2 | 5:0 | 1:1 |
| De Graafschap    | 2:0 | 0:6 | 0:2 | 0:2 |     | 0:1 | 2:0 | 1:0 | 0:2 | 2:2 | 0:3 | 1:1 | 3:3 | 2:2 | 0:2 | 1:0 | 2:2 | 1:0 |
| Groningen        | 3:0 | 1:0 | 0:2 | 3:1 | 3:0 |     | 2:3 | 2:0 | 1:0 | 2:0 | 0:1 | 2:0 | 3:0 | 1:4 | 2:0 | 2:3 | 5:0 | 0:0 |
| Heerenveen       | 2:2 | 5:2 | 3:3 | 3:1 | 2:0 | 2:1 |     | 2:2 | 3:1 | 2:1 | 2:2 | 2:0 | 5:1 | 1:1 | 3:2 | 0:2 | 1:0 | 3:1 |
| Heracles         | 3:1 | 1:3 | 0:2 | 3:1 | 0:0 | 1:1 | 1:1 |     | 4:0 | 1:1 | 0:2 | 2:0 | 2:1 | 1:2 | 1:1 | 0:0 | 1:1 | 1:0 |
| NAC Breda        | 0:4 | 0:3 | 0:1 | 1:2 | 0:1 | 1:0 | 4:2 | 3:0 |     | 1:1 | 2:1 | 1:0 | 3:1 | 0:1 | 1:1 | 2:0 | 1:1 | 1:3 |
| NEC              | 0:0 | 2:4 | 0:1 | 1:0 | 2:0 | 2:2 | 1:1 | 1:1 | 2:3 |     | 1:0 | 1:1 | 1:1 | 1:1 | 1:2 | 3:1 | 6:1 | 0:0 |
| PSV Eindhoven    | 6:0 | 6:2 | 2:2 | 1:0 | 3:0 | 4:2 | 2:3 | 4:0 | 2:2 | 1:1 |     | 2:3 | 1:0 | 0:0 | 2:0 | 2:0 | 1:0 | 2:0 |
| Roda JC          | 2:0 | 1:2 | 0:2 | 0:4 | 3:1 | 2:5 | 2:2 | 3:1 | 0:3 | 3:0 | 1:1 |     | 0:1 | 1:1 | 0:0 | 3:0 | 1:1 | 0:1 |
| Sparta Rotterdam | 2:5 | 4:0 | 0:2 | 2:1 | 0:0 | 1:1 | 4:1 | 1:0 | 4:0 | 0:2 | 0:2 | 2:2 |     | 1:2 | 1:0 | 0:0 | 4:0 | 0:1 |
| Twente           | 1:0 | 0:2 | 3:0 | 1:1 | 3:0 | 2:1 | 6:0 | 2:0 | 4:1 | 1:1 | 1:1 | 4:2 | 6:2 | 1:0 | 0:0 | 2:1 | 2:1 | 2:0 |
| Utrecht          | 3:1 | 0:2 | 0:1 | 2:2 | 3:0 | 0:1 | 2:1 | 2:0 | 0:0 | 0:2 | 1:5 | 3:1 | 3:3 | 3:0 |     | 4:0 | 0:0 | 1:0 |
| Vitesse          | 3:1 | 4:1 | 1:1 | 1:1 | 0:0 | 0:4 | 1:0 | 1:0 | 0:3 | 0:0 | 1:1 | 3:0 | 1:1 | 0:2 | 6:1 |     | 3:1 | 2:2 |
| Volendam         | 0:1 | 1:2 | 0:2 | 2:1 | 3:1 | 0:1 | 2:3 | 3:1 | 2:4 | 1:1 | 3:5 | 3:1 | 3:0 | 1:2 | 0:0 | 1:0 |     | 2:2 |
| Willem II        | 3:3 | 2:1 | 2:5 | 1:0 | 1:1 | 3:0 | 1:3 | 0:3 | 2:0 | 1:2 | 0:3 | 2:1 | 3:2 | 0:2 | 0:2 | 0:2 | 1:2 |     |

Źródło: Eredivisie.nl (niderl.)
Objaśnienia:
1Drużyna gospodarzy jest wymieniona po lewej stronie tabeli.
Kolory: zielony – zwycięstwo gospodarzy, żółty – remis, różowy – zwycięstwo gości.

## Najlepsi strzelcy
| Lp.      | Gracz              | Klub          | Bramki |
| -------- | ------------------ | ------------- | ------ |
| 1        | Mounir El Hamdaoui | AZ Alkmaar    | 23     |
| 2        | Luis Suárez        | Ajax          | 22     |
| 3        | Marcus Berg        | Groningen     | 17     |
| 4        | Roy Makaay         | Feyenoord     | 16     |
| 4        | Danijel Pranjić    | Heerenveen    | 16     |
| 4        | Blaise Nkufo       | FC Twente     | 16     |
| 7        | Frank Demouge      | Willem II     | 14     |
| 8        | Ibrahim Afellay    | PSV Eindhoven | 13     |
| 9        | Matthew Amoah      | NAC           | 12     |
| 9        | Marko Arnautović   | FC Twente     | 12     |
| Razem:   | Razem:             | Razem:        | 870    |
| Mecze:   | Mecze:             | Mecze:        | 306    |
| Średnia: | Średnia:           | Średnia:      | 2.84   |

Źródło: ESPN Top Scorers

## Rozgrywki barażowe

### O udział w zawodach UEFA
W przeciwieństwie do baraży we wcześniejszych latach, tylko zespoły z miejsc 6 do 9 uczestniczą w barażach. Rywalizacja odbywa się o jedno miejsce w drugiej rundzie kwalifikacji Ligi Europy UEFA (2009/2010).

#### Półfinały
W barażach obowiązują normalne zasady punktacji (3 punkty za zwycięstwo, 1 za remis). W przypadku równej ilości zdobytych punktów, liczą się zdobyte bramki.
| Drużyna 1 | Wynik trójmeczu | Drużyna 2 | Pierwszy mecz | Drugi mecz | Trzeci mecz |
| --------- | --------------- | --------- | ------------- | ---------- | ----------- |
| Utrecht   | 1:4             | Groningen | 3–3           | 0–4        | zbędny      |
| NAC Breda | 6:0             | Feyenoord | 3–2           | 4–0        | zbędny      |

#### Finał
| Drużyna 1 | Wynik trójmeczu | Drużyna 2 | Pierwszy mecz | Drugi mecz | Trzeci mecz |
| --------- | --------------- | --------- | ------------- | ---------- | ----------- |
| NAC Breda | 4:1             | Groningen | 1–1           | 2–0        | zbędny      |

### Baraże o miejsce w lidze
Drużyny z miejsc 16 oraz 17, wraz z drużynami z Eerste Divisie, rywalizują o dwa miejsca w przyszłorocznych zawodach Eredivisie.

#### Runda 1
| Drużyna 1                            | Wynik dwumeczu | Drużyna 2 | Pierwszy mecz | Drugi mecz |
| ------------------------------------ | -------------- | --------- | ------------- | ---------- |
| Stormvogels Telstar                  | 1:4            | MVV       | 0–0           | 0–1        |
| TOP Oss                              | 0:6            | Dordrecht | 0–2           | 0–1        |
| Po lewej gospodarz pierwszego meczu. |                |           |               |            |

#### Runda 2
system lepszy w 3 meczach
| Drużyna 1                            | Wynik trójmeczu | Drużyna 2     | Pierwszy mecz | Drugi mecz | Trzeci mecz |
| ------------------------------------ | --------------- | ------------- | ------------- | ---------- | ----------- |
| MVV                                  | 1:4             | De Graafschap | 2–3           | 2-2        | zbędny      |
| Excelsior                            | 1:4             | RKC Waalwijk  | 1–2           | 1-1        | zbędny      |
| FC Zwolle                            | 3:6             | Cambuur       | 2–1           | 1-3        | 0–2         |
| Dordrecht                            | 1-4             | Roda JC       | 1–1           | 0–1        | zbędny      |
| Po lewej gospodarz pierwszego meczu. |                 |               |               |            |             |

#### Runda 3
system lepszy w 3 meczach
| Drużyna 1                            | Wynik trójmeczu | Drużyna 2    | Pierwszy mecz | Drugi mecz | Trzeci mecz |
| ------------------------------------ | --------------- | ------------ | ------------- | ---------- | ----------- |
| De Graafschap                        | 6–3             | RKC Waalwijk | 2–0           | 1–2        | 1–0         |
| Cambuur                              | 3–3 (k.1-3)     | Roda JC      | 0–0           | 1–1        | 2–2 (dog.)  |
| Po lewej gospodarz pierwszego meczu. |                 |              |               |            |             |

Po trzech meczach pomiędzy drużynami Cambuur i Roda JC nie padło rozstrzygnięcie. W związku z tym zarządzono dogrywkę w trzecim meczu. Po jej zakończeniu odbył się konkurs rzutów karnych, który wygrała drużyna Roda JC. To właśnie ta drużyna wraz ze zwycięzcą drugiego barażu, De Graafschap, zagrają w następnej edycji Eredivisie 2009–10.